# Rivolta d'Adda
Rivolta d'Adda (en français aussi Rivolte) est une commune italienne de la province de Crémone, dans la région Lombardie.

## Administration
| Période                                  | Période | Identité | Étiquette | Qualité |
| ---------------------------------------- | ------- | -------- | --------- | ------- |
|                                          |         |          |           |         |
| Les données manquantes sont à compléter. |         |          |           |         |

### Communes limitrophes
Agnadel, Arzago d'Adda, Casirate d'Adda, Cassano d'Adda, Comazzo, Merlino, Pandino, Spino d'Adda, Truccazzano

## Tourisme
Parc de la Préhistoire, parc naturel thème situé à la périphérie de la ville elle-même, dans le parc Adda.